# Ostbüro der SPD
Das Ostbüro der SPD war die organisatorische Basis der Arbeit von geflüchteten Parteiführern und -mitgliedern der SPD nach der Zwangsvereinigung von SPD und KPD zur SED am 21. April 1946.
Vergleichbare Ostbüros bestanden auch bei den anderen demokratischen Parteien sowie beim DGB.

## Geschichte
Da eine freie, legale Parteiarbeit in der Sowjetischen Besatzungszone (SBZ) nach der Zwangsvereinigung nicht mehr möglich war, wurde 1946 das sogenannte Ostbüro gegründet, um die Arbeit in der Illegalität fortführen zu können. Organisatorische Basis waren die Flüchtlingsbetreuungsstellen in Hannover, wo der erste Hauptsitz des Ostbüros lag, und West-Berlin.
Am 1. Juni 1950 wurde der Hauptsitz nach Bonn verlegt. Für die operative Arbeit blieb die Außenstelle in Berlin wesentlich.
Seit dem 1. November 1948 war Stephan G. Thomas Leiter des Ostbüros bis zu seiner Umbenennung 1966.
Der SPD-Parteivorstand beauftragte Anfang 1959 Max Kukil mit der Reorganisation des Ostbüros, wenige Tage später starb er plötzlich im Alter von 55 Jahren an Herzversagen. Die Staatssicherheit der DDR streute die Spekulation, die in ostdeutschen Zeitungen veröffentlicht wurde, dass Kukil von Mitarbeitern des Ostbüros vergiftet worden sei.
Im Jahr 1966 wurde das Ostbüro in das „Referat für gesamtdeutsche Fragen“ der SPD umgewandelt. Herbert Wehner als stellvertretender Parteivorsitzender der SPD, der 1966 auch Bundesminister für gesamtdeutsche Fragen wurde, betrieb die Kursänderung in Richtung Entspannungspolitik. Bis zur Auflösung im Jahr 1971 war Helmut Bärwald dessen Leiter.
In Berlin arbeitete die Außenstelle noch bis 1981 unter Charlotte von Heyden und Käthe Frädrich weiter.

## Aufgaben und Tätigkeit
Wesentliche Aufgaben waren
- die Betreuung der Flüchtlinge aus der DDR
- die Koordination der Widerstandsarbeit gegen undemokratische Maßnahmen und Menschenrechtsverletzungen in der SBZ bzw. DDR und Unterstützung  der verbliebenen Mitglieder in der DDR zur Wiedergründung einer SPD[2]
- die Betreuung der politischen Gefangenen und deren Angehörigen
- Öffentlichkeitsarbeit im Westen und der Versuch der Herstellung einer Gegenöffentlichkeit im Osten
- Schmuggel von Propagandamaterial in die SBZ bzw. DDR
- Abwurf von Flugblättern mittels Ballons über der SBZ bzw. DDR[3]
- Informationsbeschaffung über Personen, Gesellschaft und Wirtschaft in der SBZ bzw. DDR[4]
- Weitergabe von Informationen über die SBZ bzw. DDR an in- und ausländische staatliche Stellen[4]

## Arbeit in der DDR
Kontakte zum Ostbüro der SPD waren in der DDR streng verboten. Eine Vielzahl von Verhaftungen und Schauprozessen erfolgte wegen des Vorwurfs der Zusammenarbeit mit dem Ostbüro, unter anderem auch die des DDR-Außenministers Georg Dertinger.
Daher waren die Widerstandsgruppen, die mit dem Ostbüro zusammenarbeiteten, gezwungen, konspirativ zu arbeiten.

## Personen

### Bekannt gewordene Mitarbeiter
- Helmut Bärwald
- Siegfried Berger
- Robert Bialek
- Walter Böhm
- Heinz Brandt
- Arthur Dahlke
- Heinz Kühne
- Rudolf Maerker
- Siegmund Neumann
- Dieter Rieke
- Stephan G. Thomas

Eine Vielzahl von SPD-Mitgliedern und -Anhängern musste den durch das Ostbüro koordinierten Widerstand  gegen die DDR-Diktatur mit Flucht, Gefängnis oder gar Tod bezahlen. Die genaue Anzahl ist unbekannt. Schätzungen sprechen von 800 bis 1000 inhaftierten Mitgliedern.

### Flüchtlinge
Bekannte Flüchtlinge, die mit Hilfe des Ostbüros flüchteten, waren
- Fritz Schenk
- Rudolf Maerker

## Das Ostbüro in der Propaganda der SED
In der Darstellung der Propaganda der SED war das Ostbüro der SPD ein Zentrum der Spionage und Diversion. Insbesondere der Volksaufstand des 17. Juni 1953 wurde als Ergebnis der westlichen Agententätigkeit der Ostbüros, der Geheimdienste und der Bürgerrechtsbewegungen wie der Kampfgruppe gegen Unmenschlichkeit oder des Untersuchungsausschusses Freiheitlicher Juristen zurückgeführt. Mitglieder des SPD-Ostbüros wurden in der DDR-Propaganda als „Schumacher-Agenten“ dargestellt.